# Canottaggio da spiaggia sprint ai II Giochi del Mediterraneo sulla spiaggia
Le gare di canottaggio da spiaggia sprint ai II Giochi del Mediterraneo sulla spiaggia si sono svolti dal 25 al 31 agosto 2019 a Patrasso, in Grecia.

## Podi

### Uomini
| Evento    | Oro                         | Argento                 | Bronzo                      |
| Singolo   | Adolfo Carlos Ferrer Marino | Mohamed Khalil Mansouri | Adolfo Carlos Ferrer Marino |
| Doppio    | Francia                     | Tunisia                 | Monaco                      |
| Quadruplo | Grecia                      | Francia                 | Italia                      |

### Donne
| Evento    | Oro           | Argento     | Bronzo      |
| Singolo   | Jessica Berra | Zoi Fitsiou | Alice Rossi |
| Doppio    | Francia       | Tunisia     | Monaco      |
| Quadruplo | Italia        | Spagna      | Francia     |

### Misto
| Evento    | Oro                                                                                               | Argento | Bronzo                                                                                           |
| Staffetta | Spagna Sofía Anton Violeta Belda Adolfo Ferrer Marcelino García Ana Navarro Alejandro Vera Ortega | Grecia Konstantinos Chatzipateras Zoí Fitsiou Efseveia Prigkou Varvara Strati Panagiotis Tsivoglou Konstantinos Zintiridis | Francia Edwige Alfred Jessica Berra Joséphine Cornut Gaëtan Delhon Vincent Noirot Clément Thomas |

## Medagliere
| Pos.   | Paese   | Oro | Argento | Bronzo | Tot |
| ------ | ------- | --- | ------- | ------ | --- |
| 1      | Francia | 4   | 1       | 2      | 7   |
| 2      | Grecia  | 1   | 2       | 0      | 3   |
| 3      | Spagna  | 1   | 1       | 1      | 3   |
| 4      | Italia  | 1   | 0       | 2      | 3   |
| 5      | Tunisia | 0   | 3       | 0      | 3   |
| 6      | Monaco  | 0   | 0       | 2      | 1   |
| Totale | Totale  | 7   | 7       | 7      | 21  |